# Patupaiarehe

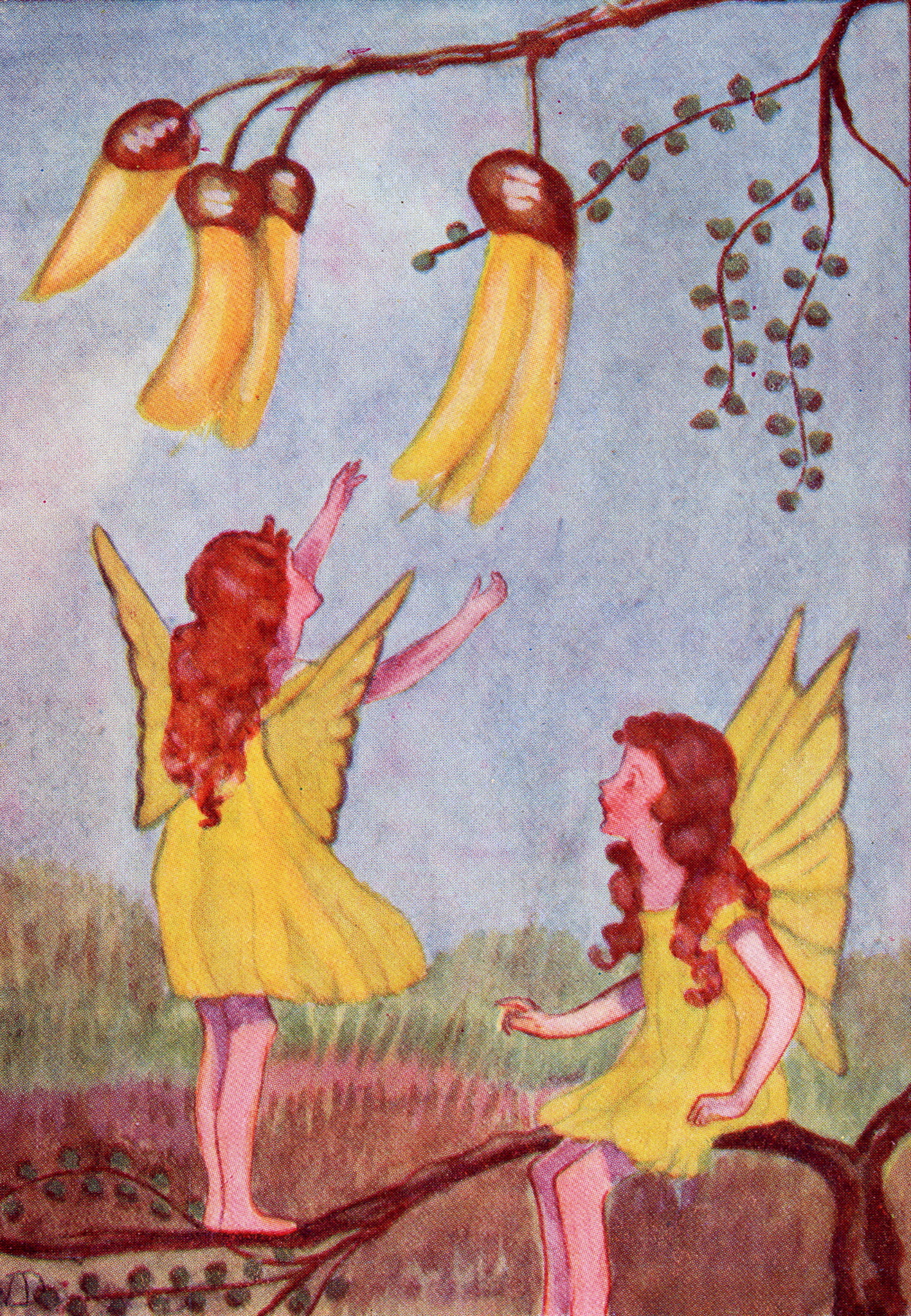
Une illustration de Patupaiarehe par V. Deroles, 1925.

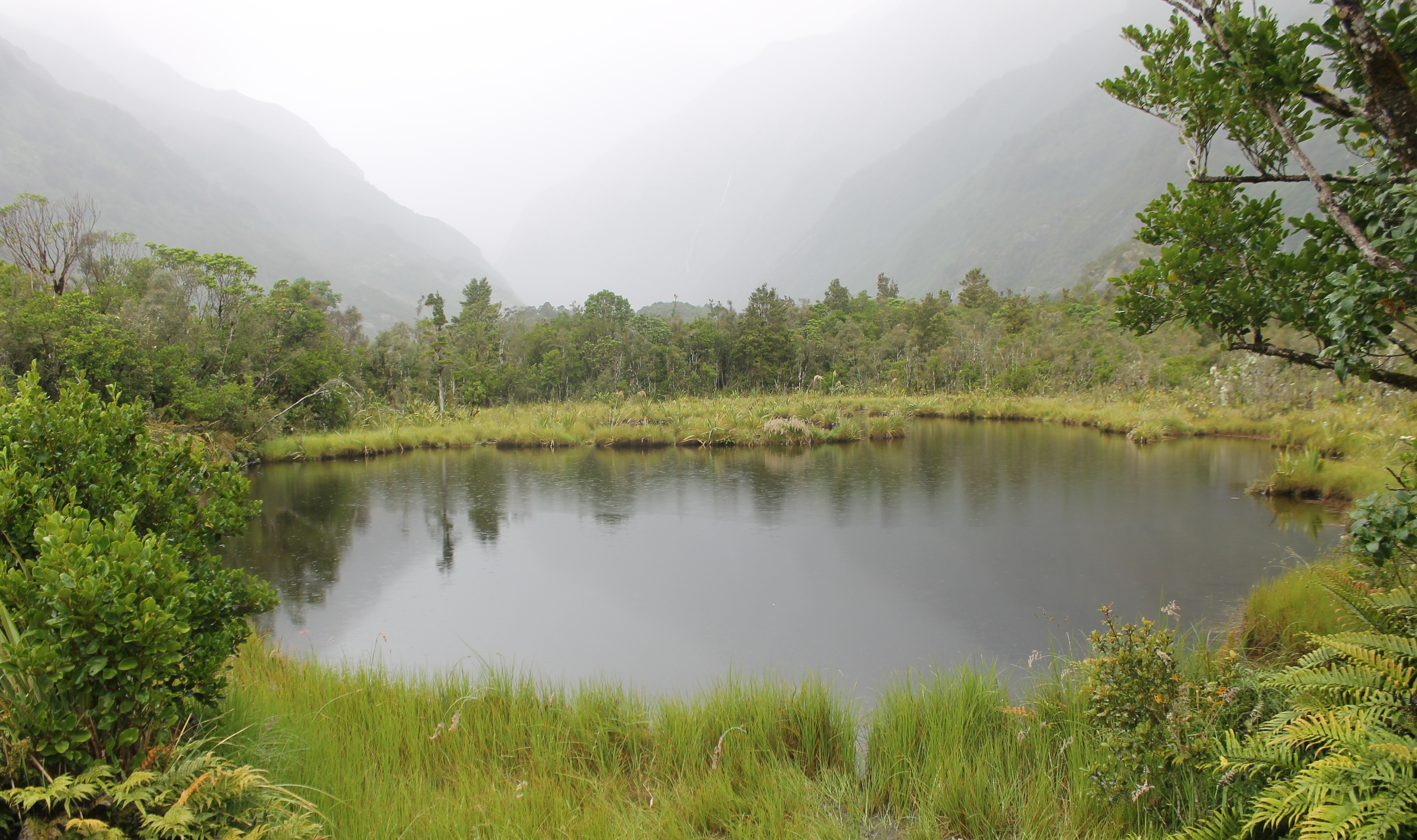
Photo d'une forée tropicale de l'ile du Sud (Te Wāhipounamu) de la Nouvelle Zélande.

Les Patupaiarehe sont des êtres surnaturels (he iwi atua) dans la mythologie maorie, décrits comme ayant la peau pâle à claire, les cheveux blonds ou roux, ayant généralement la même stature que les gens ordinaires, et jamais tatoués. Ils peuvent attirer la brume vers eux, mais ont tendance à être nocturnes ou actifs les jours brumeux, car la lumière directe du soleil peut leur être fatale. Ils préfèrent les aliments crus et ont une aversion pour la vapeur et le feu.
Les Patupaiarehe peuvent être hostiles aux humains, en particulier à ceux qui s'introduisent sur leur territoire. On pense qu'ils vivent dans des forêts profondes et des régions vallonnées ou montagneuses, dans de grandes communautés gardées, bien que leurs bâtiments et leurs structures soient invisibles aux yeux humains.
La musique de leur kōauau and pūtōrino (flûtes clairons), ainsi que leur chant de waiata, révèlent parfois leur présence les jours de brouillard. La musique des Patupaiarehe est décrite comme « plus douce » que la musique que les Maoris pouvaient jouer. Selon la plupart des traditions, ces derniers sont capables de converser avec eux.
Un autre terme peu connu pour patupaiarehe était « pakehakeha », qui a été suggéré comme une origine possible du mot pākehā, utilisé pour désigner les Européens,. Il a été théorisé que lorsque les premiers explorateurs européens ont affronté les Ngāti Tūmatakōkiri (en) à la mi-décembre 1642, l'iwi peut avoir interprété les nouveaux venus comme des patupaiarehe,.

## Dans les traditions de l'île du Nord
Dans l'île du Nord, les patupaiarehe habitaient des montagnes telles que le mont Pirongia, la chaîne de Coromandel (en) du mont Moehau (en) au mont Te Aroha, les chaînes Urewera et les chaînes Waitākere,,.
Selon Ngāi Tūhoe, ils étaient de petits êtres, tandis que les Maoris de Whanganui (en) disent qu'ils mesuraient au moins deux mètres. Mohi Tūrei de Ngāti Porou a décrit leur peau comme étant blanche, albinos ou de couleur ocre rouge.
Dans une histoire, un homme nommé Kahukura a croisé les patupaiarehe alors qu'ils remontaient leurs filets de pêche pendant la nuit et a proposé de les aider. Lorsqu'ils réalisèrent qu'il était un mortel, ils s'enfuirent.

### Patupaiarehe de Moehau
Dans les traditions racontées par Hoani Nahe, l'aîné du Ngāti Maru (en), les patupaiarehe étaient des habitants du pays avant l'arrivée des Maoris. Leur hapū étaient Ngāti Kura, Ngāti Korakorako et Ngāti Tūrehu. Leurs chefs étaient Tahurangi, Whanawhana, Nukupori, Tuku, Ripiroaitu, Tapu-te-uru et Te Rangipouri.
On disait que l'une des raisons pour lesquelles les patupaiarehe étaient hostiles était que les Maoris les avaient chassés du mont Moehau (en), où l'ancêtre Tama-te-kapua est enterré dans une grotte au sommet de la montagne, qui aurait été marquée par une fougère arborescente. Le mont Moehau était décrit comme leur lieu le plus précieux.
Dans les traditions des Maoris de Hauraki (en), une femme patupaiarehe nommée Hinerehia est considérée comme ayant apporté la connaissance du tissage aux Maoris. Hinerehia est originaire du mont Moehau (en) et est tombée amoureuse d'un homme maori qu'elle a rencontré alors qu'elle ramassait des coquillages à marée basse brumeuse dans le port de Waitematā. Elle a vécu avec lui à Mōtuihe et ils ont eu plusieurs enfants ensemble. Hinerehia ne tissait que la nuit ; frustrées par cela, les femmes du village demandèrent au tohunga de la piéger pour qu'elle tisse après l'aube afin qu'elles puissent apprendre cette compétence. Le tohunga a demandé aux femmes de couvrir les fenêtres de la lumière de l'aube et aux oiseaux de se taire au lieu de chanter l'aube comme ils le font habituellement. Ils y parvinrent ainsi, mais lorsque Hinerehia réalisa qu'elle avait été trompée, elle retourna à Moehau dans un nuage, bouleversée d'avoir laissé son mari et ses enfants.
À l'époque du chef Matatahi, cinq hommes Ngāti Rongoū (en) (ou Ngāi Rongoi) partaient à la chasse. Après leur départ, ils découvrirent une calebasse suspendue à un arbre rewarewa, qu'ils abattirent et revendiquèrent comme leur propriété. Ils continuèrent à marcher et finirent par découvrir que le chemin était bloqué par un silène, qui avait été tordu de telle sorte que, alors qu'il poussait encore, il formait une clôture à l'intérieur de laquelle les patupaiarehe faisaient pousser des plantes telles que le rangiora (en). Ils continuèrent, attrapèrent un cochon et retournèrent à la calebasse. Un homme a essayé de ramener la calebasse, mais elle était si lourde qu'il a failli s'évanouir sous le poids ; il avait constamment besoin de se reposer, alors ils l'ont jetée et ont continué vers leur village. Le lendemain, lorsqu'ils firent cuire le cochon qu'ils avaient attrapé, ils ne trouvèrent en ouvrant le hangi que de la peau et des os. Cette nuit-là, l'homme qui essayait de porter la calebasse a été traîné hors de sa maison. Il a essayé de résister en s'accrochant à quelques arbres, mais les patupaiarehe étaient si forts que les arbres ont été arrachés du sol, et il a été transporté jusqu'à l'eau et noyé. Les quatre autres hommes ont également été tués.

### Patupaiarehe de Ngongotahā
D'après un certain Te Matehaere d'Arawa, le sommet du mont Ngongotahā s'appelait Te Tuahu a te Atua (« L'autel du Dieu »), et servait de résidence principale à la tribu patupaiarehe Ngāti Rua il y a 600 ans à l'époque d'Īhenga (en). Leurs chefs étaient Tuehu, Te Rangitamai, Tongakohu et Rotokohu. Ils n’étaient pas un peuple agressif et n’étaient pas guerriers.
On estime qu'ils étaient au moins un millier et que leurs couleurs de peau variaient du pākehā (blanc) à la couleur ordinaire d'un Maori, la plupart d'entre eux étant « rougeâtres ». Leurs cheveux avaient une teinte rouge ou dorée et leurs yeux étaient noirs ou, comme certains pākehā, bleus, et ils étaient aussi grands que n’importe quel autre humain. Les femmes étaient belles, décrites comme « au teint très clair, avec des cheveux blonds brillants ». Leurs vêtements étaient pakerangi (vêtements en lin teints en rouge) et pora et pureke (« tapis rugueux »).
Leur régime alimentaire se composait d'aliments provenant de la forêt et de poissons blancs pêchés dans le lac Rotorua. Ces patupaiarehe avaient cependant une aversion pour la vapeur. Chaque fois que les gens vivant à proximité d'une maison patupaiarehe (comme à Te Raho-o-te-Rangipiere) ouvraient leur hāngī, les patupaiarehe s'enfermaient soi-disant pour éviter la vapeur. Là où ils vivaient, Te Tuahu a te Atua, était un endroit sec sans sources d'eau (peut-être par précaution supplémentaire contre les conditions humides), ils ont donc dû descendre jusqu'aux « falaises du nord, près du côté de l'éperon de Kauae », qui se trouvait être le lieu de sépulture sacré de l'iwi Ngāti Whakaue. Ils ont ramené l'eau au sommet de la montagne à l'intérieur de tahā (courges, calebasses).
L'explorateur primitif arawa de la région de Rotorua, Īhenga, eut de nombreuses rencontres avec les patupaiarehe qui vivaient au mont Ngongotahā. Lorsqu'il s'est aventuré pour la première fois dans leur pā, les patupaiarehe étaient très curieux et voulaient le garder, en particulier une belle femme patupaiarehe qui voulait Īhenga pour mari. Īhenga but de l'eau offerte dans une calebasse, puis, sentant un piège, s'enfuit de la montagne à sa poursuite, n'échappant au patupaiarehe qu'en enduisant sa peau d'huile de requin nauséabonde.

## Dans les traditions de l'île du Sud
Dans l'île du Sud, les patupaiarehe sont principalement remplacés par les maero (en), une race différente d'êtres surnaturels, bien que les légendes sur les patupaiarehe soient toujours présentes. James Cowan a suggéré que si les patupaiarehe ont existé, ils pourraient être les descendants d'un ancien iwi de l'île du Sud appelé Hāwea, dont la peau était décrite comme « rougeâtre ou cuivrée ».
Selon Hōne Taare Tīkao (en), ils habitaient les collines de la péninsule de Banks et dans les hauteurs au-dessus du port de Lyttelton sur des montagnes et des chaînes telles que Poho-o-Tamatea immédiatement derrière la baie de Rāpaki ; Te Pohue, entre Purau et Port Levy ; Pic Hukuika, entre Pigeon Bay et Little River ; Te U-kura près de Hilltop, péninsule de Banks ; et les hauts sommets rocheux de French Hill ; O-te-hore, au-dessus de French Hill ; O-te-patatu (Purple Peak), Tara-te-rehu et Otaki, tous qui surplombent Akaroa, et enfin Tuhiraki (Mt Bossu). D'autres endroits où ils vivaient comprenaient les collines entre le lac Brunner et la rivière Arahura, et les montagnes autour du lac Wakatipu.
La tradition Kāi Tahu, racontée par Tikao, déclare que patupaiarehe conduisait le titi à l'extinction sur O-te-patatu en raison de la surexploitation. On disait qu'une femme Kāi Tahu-Kāti Māmoe (en) de la région avait un amant qui était patupaiarehe, et après que les oiseaux aient été chassés, elle a chanté un waiata suppliant que les oiseaux reviennent afin que les esprits reviennent au sommet de la montagne et jouent leurs flûtes.

### Kaiheraki de Tākitimu
Dans une histoire racontée par Hone Te Paina d'Oraka, détroit de Foveaux ; dans les montagnes Takitimu (en) hante une femme patupaiarehe nommée Kaiheraki, qui apparaît comme une géante spectrale marchant le long des sommets des montagnes les jours brumeux.
L'histoire de Kaiheraki commence avec un homme mortel nommé Hautapu qui était un chasseur et un tohunga expérimenté. Alors qu'il chasse avec son chien (kurī), Hautapu entendit un « bruit métallique aigu » qui ressemblait à deux morceaux de pounamu frappés l'un contre l'autre. Au début, il soupçonna qu'il s'agissait d'un takahē, mais alors qu'il s'apprêtait à aller enquêter, il remarqua une paire d'yeux sombres et brillants sur un visage blanc pâle qui le regardait derrière un buisson, avec juste un « éclat de cheveux cuivrés ». L'apparition était surprenante, mais Hautapu courut néanmoins dans les fourrés. Le visage s’est avéré être celui d’une femme accroupie qui avait été trop étonnée et trop terrifiée pour fuir le chasseur. Hautapu la prit par son épaule exposée et l'emmena au soleil, et sur-le-champ la réclama comme épouse en raison de son apparence : grande, jeune, peau claire, seins ronds et pleins, hanches larges et vigoureuses., des « courbes généreuses », des membres robustes et des cheveux épais et flottants qui « brillaient d'une teinte bronze rougeâtre au soleil ». Son vêtement était une natte faite de feuilles de cordyline.
Lorsqu’on lui demanda qui elle était et d’où elle venait, elle répondit : « Kaiheraki est mon nom. Je n’ai pas de peuple, je ne viens d’aucune race et je ne connais personne. Ma maison est là-bas [les montagnes Tākitimu] » avant de poursuivre : « Je suis une Māori, mais pas une Māori. Je connais de nombreuses langues ; je connais la langue des oiseaux. Je suis l’enfant de la montagne ; Tākitimu est ma mère. » Hautapu reconnut immédiatement qu’elle était une patupaiarehe, et bien qu’il la veuille comme épouse, il savait en tant que tohunga que sa nature surnaturelle pourrait le lier à jamais à la montagne. Il décida d'accomplir un rituel pour la libérer de son statut d'être de ce type, et se mit à préparer un rituel impliquant le feu. Kaiheraki eut un sursaut d'étonnement à la vue de la fumée et du feu une fois qu'ils furent allumés, mais une minuscule étincelle de la flamme sauta sur son pied nu et fit immédiatement jaillir un mince filet de sang. Elle tenta de s'enfuir, mais Hautapu l'attrapa rapidement et la ramena pour continuer le feu, mais elle s'éloigna rapidement au moment où il cessa de faire attention à elle. Après cela, il ne l'a plus jamais revue.